# Ashikaga Yoshimasa
Ashikaga Yoshimasa (足利 義政?; 20 gennaio 1435 – 27 gennaio 1490) è stato un militare giapponese.
Figlio di Ashikaga Yoshinori, fu l'ottavo shōgun dello shogunato Ashikaga.

## Biografia
Yoshimasa fu nominato Seii Taishōgun sei anni dopo la morte nel 1443 del suo predecessore, suo fratello Yoshikatsu. Durante il governo di Yoshimasa il Giappone vide lo sviluppo dell'Higashiyama bunka, un movimento culturale fortemente influenzato dal buddhismo Zen e che diede origine alla cerimonia del tè (anche Sadō o via del tè), all'ikebana o (anche Kadō, via dei fiori), al teatro Nō e alla pittura con inchiostro cinese; in questo periodo si assistette anche alla diffusione del wabi-sabi e all'armonizzazione tra la cultura della corte imperiale (Kuge) e quella dei samurai (Bushi).
Nel 1464, Yoshimasa non aveva ancora un erede, così adottò suo fratello minore Yoshimi per evitare lotte di successione; tuttavia, nell'anno seguente gli nacque un figlio, e la temuta lotta di successione si verificò subito; nel 1467 la tensione esplose nella guerra Ōnin, dando inizio al periodo Sengoku che sarebbe durato più di un secolo. Lo scontro fu di fatto dovuto soprattutto dovuto ad una lotta interna del clan Hosokawa, divisa tra il Kanrei Hosokawa Katsumoto, che appoggiava Yoshimi, e suo suocero Yamana Sōzen, che sosteneva il figlio naturale di Yoshimasa. Nel bel mezzo delle ostilità, nel 1473, Yoshimasa abdicò in favore di suo figlio Yoshihisa; nel 1489 costruì a Kyōto il tempio Jishō-ji (noto come Ginkaku-ji o Tempio del padiglione argentato), che sarebbe diventato una delle maggiori attrazioni turistiche della città.